# No (cognome)
No (노, 로?, 努, 卢, 盧, 蘆, 虜, 路, 魯?) è un cognome di lingua coreana.

## Possibili trascrizioni
Noh, Raw, Ro, Roh.

## Origine e diffusione
Il cognome deriva dal cognome cinese Lu.
Si tratta del 29º cognome per diffusione in Corea secondo i dati del Korean National Statistics Office del 2015. Nel Paese è portato da circa 315372 persone.

## Persone
- Roh Moo-hyun, politico sudcoreano
- Roh Tae-woo, militare e politico sudcoreano